# Red (album của Dia Frampton)
Red là album phòng thu đầu tay của ca sĩ kiêm người viết bài hát người Mỹ Dia Frampton, phát hành ngày 6 tháng 12 năm 2011, bởi Universal Republic Records.

## Bối cảnh ra đời
Dia Frampton là một thành viên của ban nhạc rock Mỹ Meg & Dia cùng người em gái Meg và các thành viên được gia nhập thêm là Nicholas Price, Jonathan Snyder và Carlo Gimenez. Sau khi xuất hiện trong mùa đầu tiên của The Voice, với tư cách thí sinh về nhì vào đầu năm 2011, Dia Frampton bắt đầu sự nghiệp solo.
Billboard cho biết Frampton xác nhận "90 đến 100%" lời bài hát là do cô viết với sự trợ giúp bởi nhiều nhà sản xuất và người viết bài hát khác nhau, gồm có Isabella Summers của nhóm Florence + the Machine, Tom Shapiro, Kid Cudi, Toby Gad, Mark Pontius của Foster the People, Julie Frost và Meg White.
"Don’t Kick the Chair", được thu âm cùng nghệ sĩ nhạc alternative hip hop Kid Cudi, đã được phát hành làm đĩa đơn thứ hai. Dia nói với AOL Music: "Thật là vinh dự khi được hợp tác với Kid Cudi trong bài hát này. Tôi là một fan của anh ấy và tôi rất hài lòng về những ca từ mang tính tích cực của anh. Bài hát này mang tính chất hơi u ám, nhưng nhìn chung tôi muốn nó thật lạc quan. Nó bắt đầu bằng câu 'Don't Kick the Chair' (Đừng đá chiếc ghế), vì chị em tôi thường nói câu đó mỗi khi than phiền về điều gì dù hôm ấy là một ngày tươi đẹp. Nói cách khác, ‘don’t kick the chair’ còn là ý muốn nói ‘đừng bỏ cuộc’ vì cuộc đời luôn có thăng trầm; chán nản về một điều gì đó quá lâu không có ích gì cả. Bạn phải luôn tiến về phía trước."

## Đón nhận

### Phê bình của giới chuyên môn
| Đánh giá chuyên môn | Đánh giá chuyên môn |
| Nguồn đánh giá      | Nguồn đánh giá      |
| Nguồn               | Đánh giá            |
| ------------------- | ------------------- |
| Allmusic            | [ 2 ]               |
| Alternative Press   | [ 3 ]               |
| Sputnikmusic        | [ 4 ]               |

Album nhận được những đánh giá tích cực từ các nhà phê bình âm nhạc, đặc biệt là chất lượng sản xuất, những nét riêng biệt, và ca từ. Allmusic cho album 3 trên 5 sao, cho hay: "Album đầu tay của Dia Frampton, Red, là một album nhạc pop ngọt ngào, du dương được ra đời sau khi cô về nhì trong mùa đầu tiên của The Voice". Họ đồng thời khen ngợi bài "Don't Kick the Chair" với sự góp giọng của Kid Cudi cũng như "Isabella", saying those tracks "have an alternative singer/songwriter meets electronic pop vibe that fits nicely along with such similarly inclined artists as Ellie Goulding, Lights, and Alex Winston". They also complimented the country power ballad duet with Frampton's The Voice coach Blake Shelton, "the screwball dance-club oddity", "Billy the Kid" and various acoustic moments like the bittersweet" "Daniel." Chuck Campbell of Honolulu Pulse claims "Although Frampton is consistently presented as an adorable sort, it sounds genuine enough that when she sings on closer "Trapeze," 'If I could tell you one thing, I’d tell you I’m not leaving,' you hope she means it". They comment on how "It’s rare for singing-competition shows like "American Idol" to turn contestants into actual idols." however they noted "Dia Frampton’s Red gets it right".

### Commercial Performance
The album debuted at number one on the Billboard Top Heatseekers.

## Danh sách bài hát
| STT              | Nhan đề                               | Sáng tác                                                 | Thời lượng |
| ---------------- | ------------------------------------- | -------------------------------------------------------- | ---------- |
| 1.               | "Don't Kick the Chair" (với Kid Cudi) | Dia Frampton, Scott Mescudi, Michael Busbee, Julie Frost | 3:34       |
| 2.               | "Isabella"                            | Frampton, Troy Verges, Brett James                       | 3:08       |
| 3.               | "The Broken Ones"                     | Frampton, Ross Copperman, Tom Shapiro                    | 4:14       |
| 4.               | "Good Boy"                            | Frampton, Chris Seefried                                 | 3:00       |
| 5.               | "I Will" (với Blake Shelton)          | Frampton, Busbee, Shapiro                                | 3:28       |
| 6.               | "Billy the Kid"                       | Frampton, Mark Foster, Isom Innis                        | 3:47       |
| 7.               | "Daniel"                              | Frampton, Toby Gad, Lindy Robbins                        | 3:35       |
| 8.               | "Walk Away"                           | Frampton, Jimmy Harry, Fran Hall                         | 4:14       |
| 9.               | "Bullseye"                            | Frampton, Isabella Summers                               | 3:24       |
| 10.              | "Trapeze"                             | Frampton, David Hodges, David Harris                     | 3:31       |
| 11.              | "Homeless"                            | Frampton, Danielle Brisebois, John Hill                  | 3:46       |
| 12.              | "Hearts Out to Dry"                   | Frampton, Meg Frampton                                   | 4:04       |
| Tổng thời lượng: | Tổng thời lượng:                      | Tổng thời lượng:                                         | 35:58      |